# Michaela Noll
Michaela Marion Noll, nata Tadjadod (Düsseldorf, 24 dicembre 1959) è un avvocato e politica tedesca dell'Unione Cristiano-Democratica (CDU), membro del Bundestag  per lo stato del Nord Reno-Westfalia dal 2002 al 2021.

## Biografia
Michaela Marion Tadjadod (persiano: ميشائيلا ماریون تاجادود) è nata da madre tedesca e dal banchiere iraniano Mostafa Tadjadod, che ha fondato la Bazargani Bank ed è stato ministro dell'Economia nel governo di Mohammad Reza Pahlavi; in seguito fuggì dall'Iran. Michaela è cresciuta con i nonni in una casa di soldati nella Renania.
Dopo essersi diplomata al Mataré-Gymnasium, Meerbusch, nel 1980, Michaela Tadjadod ha trascorso un anno negli Stati Uniti per imparare la lingua, quindi ha studiato interprete per inglese, francese e spagnolo dal 1981 al 1982; in quell'anno ha iniziato a studiare giurisprudenza all'Università di Colonia e presso l'Università Johann Wolfgang Goethe di Francoforte. Nel 1987 ha superato il suo primo esame di stato per avvocato e nel dicembre 1991 il secondo. Dopo due anni di congedo parentale, dal 1994 al 2002 è stata consulente del sindacato femminile della CDU-NRW di Düsseldorf e nel 2001 è stata ammessa all'albo degli avvocati.

### Membro del Bundestag
Noll è diventata membro del Bundestag per la prima volta dopo le elezioni federali tedesche del 2002. È stata membro del Comitato per la famiglia, gli anziani, le donne e i giovani dal 2002 al 2013 e di nuovo dal 2018 al 2021. Dal 2014 al 2017 ha fatto parte del Comitato di difesa.
Oltre ai suoi incarichi in commissione, Noll faceva parte del Gruppo di amicizia parlamentare tedesco-francese, del Gruppo di amicizia parlamentare tedesco-svizzero e del Gruppo di amicizia parlamentare tedesco con l'Australia e la Nuova Zelanda. È stata anche membro della delegazione tedesca presso l'Assemblea parlamentare dell'Organizzazione per la sicurezza e la cooperazione in Europa (OCSE).
Nel giugno 2017, Noll ha votato contro l'introduzione da parte della Germania del matrimonio tra persone dello stesso sesso.
Alla fine del 2019, Noll ha annunciato che non si sarebbe candidata alle elezioni federali del 2021 ma si sarebbe invece dimessa dalla politica attiva entro la fine della legislatura.

## Vita privata
Come Michaela Tadjadod, si è sposata con un avvocato e ha dato alla luce un figlio nel 1991. Si è quindi risposata nel 2002 e ha preso il cognome del marito, Noll, poco dopo la sua elezione al Bundestag. È cattolica romana.